# Silvio Passerini
Silvio Passerini (ur. w 1469 w Cortonie, zm. 20 kwietnia 1529 w Città di Castello) – włoski kardynał.

## Życiorys
Urodził się w 1469 roku w Cortonie, jako syn Rosada Passeriniego i Margherity del Braci. Nad jego edukacją czuwał Wawrzyniec Wspaniały i w tym czasie poznał Giovanniego de’ Medici. Wraz z nim udał się do Francji, gdzie obaj zostali jeńcami. Po powrocie do Italii, Passerini został protonotariuszem apostolskim i datariuszem Jego Świątobliwości. 1 lipca 1517 roku został kreowany kardynałem prezbiterem i otrzymał kościół tytularny San Lorenzo in Lucina. W latach 1518–1519 był administratorem apostolskim Sarno, od 1525 – Barcelony, a od 1526 – Asyżu. 15 listopada 1521 roku został wybrany biskupem Cortony. Był regentem Republiki Florenckiej i sprawował tam władzę w imieniu nieletniego Aleksandra Medyceusza, a także pełnił funkcję legata w Umbrii. Po upadku Medyceuszy w 1527 roku, wyjechał do Cortony. Zmarł 20 kwietnia 1529 roku w Città di Castello.